# Carl Wilhelm Schleicher

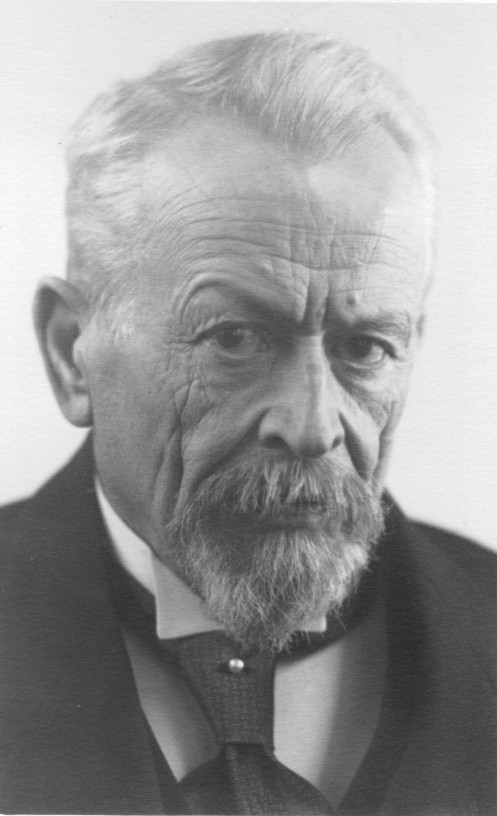
Carl Wilhelm Schleicher

Carl Wilhelm Schleicher (* 6. August 1857 in Stolberg (Rheinland); † 13. März 1938 in Düsseldorf) war ein deutscher Architekt.

## Leben
Carl Wilhelm Schleicher wurde als sechstes Kind und vierter Sohn der Stolberger Industriellenfamilie Schleicher auf dem Kupferhof Unterster Hof in Stolberg geboren, seine Eltern waren der Kommerzienrat Eduard Schleicher (1813–1873) und Emilie Schleicher geb. Stoltenhoff (1823–1896).
Seine künstlerische Interessen wurden schon in jungen Jahren durch Reise- und Kultur-Erzählungen seines Großvaters Johann Peter Stoltenhoff (vgl. Krone (Stolberg)) geweckt, und durch seine acht Jahre ältere, intellektuelle Schwester Fanny bestärkt, die sein Interesse auch auf die architektonischen Besonderheiten Kölns lenkte. Obwohl seine Schulbildung den Weg zum Kaufmann vorzeichnete, entschied er sich daher nach dem Abitur, Architekt zu werden. Auf Drängen der Familie begann er dennoch zunächst eine Lehre in der Papierfabrik seines Onkels, da er später dessen Teilhaber werden sollte. Aufgrund mehrerer Erkrankungen musste er die Lehre aber abbrechen. Seine Familie gestand ihm nun zu, Architektur zu studieren.
Das Studium begann er im Sommersemester 1877 am Polytechnikum Aachen, wechselte aber im Herbst desselben Jahres an die Berliner Bauakademie, wo unter anderen Johann Eduard Jacobsthal und Julius Raschdorff zu seinen Lehrern zählten. Während eines gesundheitlich bedingten Kuraufenthalts in Italien besuchte er einige bedeutende oberitalienische Städte. Im Sommer 1881 bereitete er sich zu Hause auf das Bauführerexamen vor und legte dieses im Herbst 1881 erfolgreich ab.
Sofort danach fand er eine Anstellung bei einer Architekten-Gesellschaft, die es sich zur Aufgabe machte, Florentiner Paläste aufzunehmen. Damit verbunden waren wiederum Besuche in bedeutenden italienischen Städten. Im Juli 1883 kehrte er in die Heimat zurück und nahm erfolgreich an der Schinkelkonkurrenz 1884 teil. Er sollte danach eine Anstellung beim Architekten Paul Wallot erhalten. Dieser musste ihm aber kurzfristig aus finanziellen Gründen absagen.
Er ließ sich 1886 in Düsseldorf als Privatarchitekt nieder und gilt als Vertreter des architektonischen Historismus. Sein Wirken erstreckte sich über das Rheinland und Westfalen, wobei er schwerpunktmäßig im Düsseldorfer Raum tätig war und vorwiegend Villen und Landhäuser für den dort ansässigen „Industrie-Adel“ erbaute.
Er war Mitglied der Düsseldorfer Freimaurerloge Zu den drei Verbündeten.
Verheiratet war er mit Helene geb. Lorsbach. Aus der Ehe gingen zwei Töchter hervor.

## Werk

### Bauten (Auswahl)

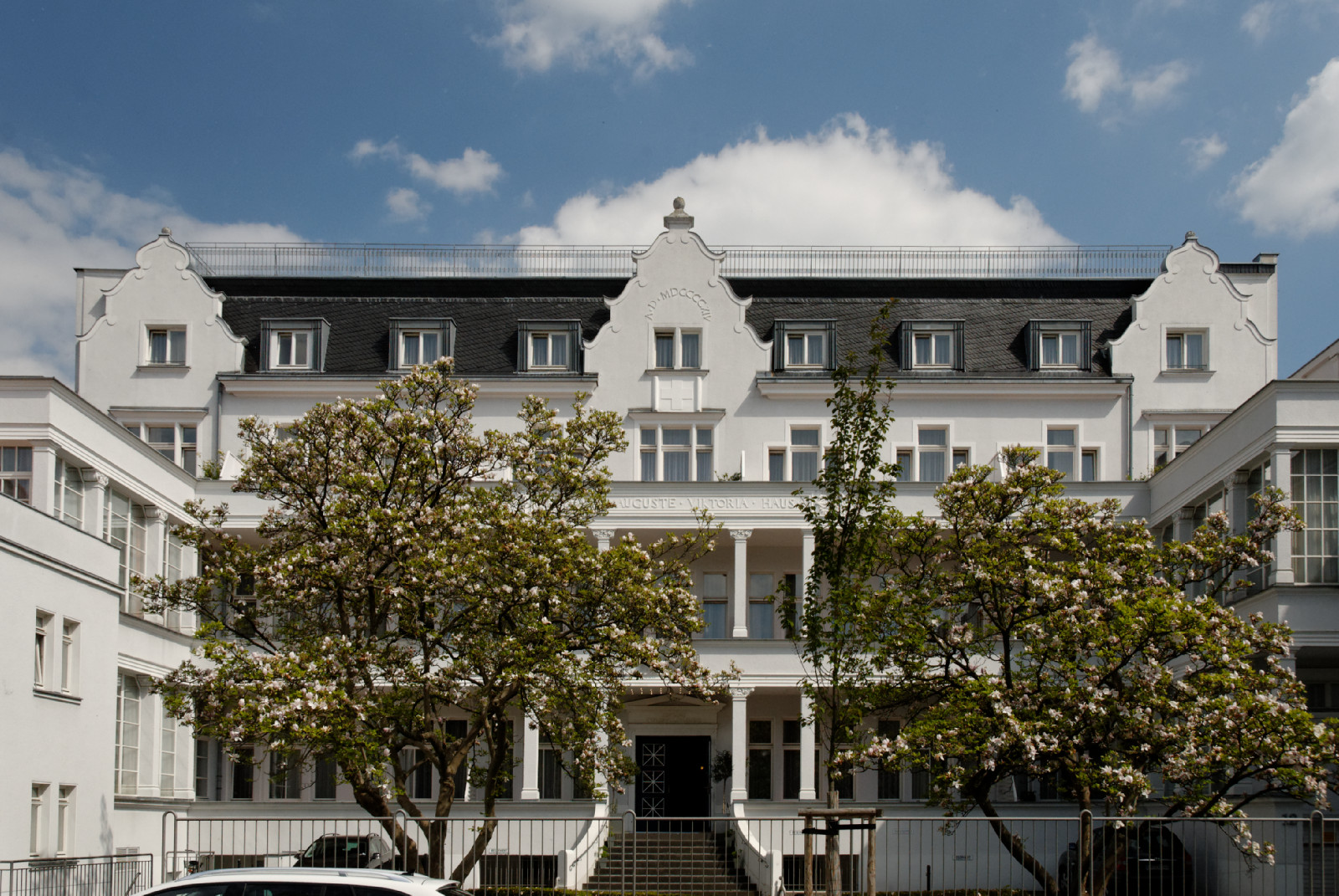
Ehemaliges Säuglingsheim „Kaiserin-Auguste-Viktoria-Krippe“ in Düsseldorf-Derendorf

Carl Wilhelm Schleicher errichtete zumeist Wohnhäuser, die fast alle im Zweiten Weltkrieg zerstört wurden. Einige Bauten, darunter auch die Düsseldorfer Kreuzkirche als sein Hauptwerk, sind aber bis heute erhalten, teilweise jedoch durch Um- oder Anbauten verändert. Dazu zählen unter anderem:
- 1893–1894: Wohnhaus mit Atelier für den Maler Carl Gehrts, genannt Villa Waldfrieden, in Düsseldorf-Rath
- 1898: Anlage des Grabmals Gustav und Rudolf Poensgen aus schwarzem Granit auf dem Millionenhügel des Nordfriedhof Düsseldorf
- 1905: Gymnasium in Stolberg, Kaiserplatz (heute genannt Goethe-Gymnasium)[1]
- 1905–1906: Stadthaus für Marie Fremerey in Düsseldorf-Flingern-Nord, Beethovenstraße 21
- 1906–1910: evangelische Kreuzkirche in Düsseldorf-Pempelfort (unter Denkmalschutz)
- 1911–1913: Villa für Robert Lynen in Stolberg, Rathausstraße 44
- 1913–1914: Säuglingsheim Kaiserin-Auguste-Viktoria-Krippe mit Pflegerinnenheim für die Ortsgruppe Düsseldorf des Vaterländischen Frauen-Vereins vom Roten Kreuz in Düsseldorf, Blumenthalstraße 12 (unter Denkmalschutz; heute 5-Sterne-Hotel Villa Viktoria[2])[3]

sowie:
- Wohnhaus für Albert Wendt in Düsseldorf-Oberkassel, Wildenbruchstraße 21
- Villa für Artur Hoesch in Kreuzau-Friedenau bei Düren
- Wohnhaus für Artur Schleicher in Stolberg, Rathausstraße 53
- Sommerhaus für Herrmann Schüll in Nideggen bei Düren, Effelstraße
- Villa für Walter Reinhardt in Bautzen, Königswall 1
- Villa für Ruhfus in Siegen, Oranienstraße 9 (seit 1993 Ausstellungsforum Oranienstraße des Siegerlandmuseums)[4]
- Villa für Carl Ueker in Posen, Baarthstraße 5

### Schriften
- Die Treppenhaus-Fresken von Carl Gehrts. Kunsthalle, Düsseldorf ca. 1899. (Digitalisat)

## Auszeichnungen
- Erster Preis im Schinkelwettbewerb für einen Entwurf zum Neubau des Berliner Doms, überreicht am 23. März 1884
- Roter Adlerorden, verliehen von Kronprinz Wilhelm, für das Kinderpflegerinnenheim des Düsseldorfer vaterländischen Frauenvereins